# Jaime Gaspar y Auría

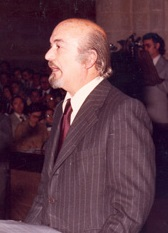
Jaime Gaspar y Auría

Jaime Gaspar y Auría (Huesca, 7 de noviembre de 1920 — Zaragoza, 14 de julio de 1993) fue un político y profesor aragonés.

## Biografía
Nace en Huesca en el seno de una familia progresista. A los 15 años se afilia al PSOE. En 1936, tras ser fusilado su padre (médico-militar leal al gobierno legítimo de la República) se traslada con su familia a Zaragoza, donde estudia Filosofía y Letras y Magisterio.
Se dedica a la docencia (Director del Colegio San Isidoro, profesor de la Escuela de Turismo de Zaragoza, catedrático de Geografía e Historia en el instituto Miguel Servet y en la Universidad Laboral de Zaragoza).
En 1977 es elegido diputado por el PSOE en las Cortes Constituyentes. Fue también secretario político del comité permanente de la Asamblea de Parlamentarios de Aragón.
Ocupó el cargo de vicepresidente en el primer Gobierno de Aragón (1978-79). 
En el ámbito profesional, es Decano del Ilustre Colegio Oficial de Doctores y Licenciados en Filosofía y Letras y en Ciencias (1973-1983), donde lleva a cabo una gran labor de recuperación y estudio de temas aragoneses. Organiza la Federación de Colegios Profesionales de Aragón la cual lleva a cabo el Congreso de Estudios Aragoneses en 1976, del cual es elegido Presidente. Fue también miembro del Patronato de la Universidad de Zaragoza.-
- Datos: Q5925063